# Пітіпана
Пітіпана (швед. pyttipanna; норв. pyttipanne; фін. pyttipannu) — скандинавська страва, походженням зі Швеції, яка стала популярною також у Норвегії та Фінляндії. Дослівно зі шведської мови назва страви перекладається як «дрібні шматочки на сковороді». Також відомі шведські побутові назви страви «biksemad» («змішана страва») та «hänt i veckan» («з минулого тижня»).
Це гарнір, до складу якого входять картопля, цибуля, деякі види копчених ковбас або шматочки телятини. Інгредієнти ріжуть кубиками і обсмажують. Подають готову страву з яєчнею, маринованими буряками, огірками або каперцями, іноді з кетчупом або соєвим соусом.
У скандинавських країнах замороженні напівфабрикати для приготування пітіпани продають у магазинах. Існують також різні варіанти приготування пітіпани, зокрема вегетаріанські та веганські пітіпани.